# Рез
Рез или Резос (на старогръцки: Ρήσος, Резос) е легендарен тракийски владетел на едоните, обитавали района на златоносната планина Пангей (по-късно Кушница) при устието на река Струма.
Образът на тракийския цар Рез, съюзник на троянците, е описан от Омир в „Песен десета“ на „Илиада“, „Долония“:
| „ | Ако ли искате вий да се вмъкнете в стана троянски, новодошлите тракийци стануват последни от всички. Заедно с тях е и царят им Резос, синът Ейонеев. Сам аз му зърнах конете — грамадни и много красиви; те са по-бели от сняг и препускат подобно на вятър. В злато и светло сребро му блести колесницата нова. Има и златни, огромни доспехи, за чудо и приказ! Не подобава на смъртни да носят такива доспехи, а съвършено подхождат те на боговете безсмъртни. | “ |

Според друга легенда той отглежда коне и се занимава с лов в Родопите. Рез е представен или като син на речния бог Стримон (реката Струма), или като син на Хеброс – персонификация на река Марица, или като син на бога на войната Арес. Според легендата той е човек, получил божествена същност – превърнал се е в антроподемон. Споменава се, че в Амфиполис е имало негов храм – хероон.